# Округ Грин (Индијана)
Округ Грин (енгл. Greene County) је округ у америчкој савезној држави Индијана.

## Демографија
По попису из 2010. године број становника је 33.165, што је 8 (0,0%) становника више него 2000. године.
| Група             | 2000.          | 2010.          |
| Белци             | 32.515 (98,1%) | 32.343 (97,5%) |
| Афроамериканци    | 26 (0,1%)      | 49 (0,1%)      |
| Азијати           | 72 (0,2%)      | 96 (0,3%)      |
| Хиспаноамериканци | 268 (0,8%)     | 322 (1,0%)     |
| Укупно            | 33.157         | 33.165         |